# معلم (فیلم)
معلم فیلمی تاجیکی در گونهٔ درام و محصول سال ۲۰۱۴ میلادی است. کارگردان و تهیه کنندهٔ این فیلم ناصر سعیداف است و در آن مهناز افشار ایفای نقش می‌کند. این فیلم در سال ۱۳۹۴ در بخش «جلوه گاه شرق» جشنواره فیلم فجر حضور داشت و در سینما آزادی نمایش داده شد.

## موضوع فیلم
در روستایی معلم پیری به نام «نظر» زندگی می‌کند. وی پسری به نام «یوسف» دارد که به روسیه سفر کرده و در آنجا زندانی می‌شود…